# Brînza
Brînza è un comune della Moldavia situato nel distretto di Cahul di 2.618 abitanti al censimento del 2004.